# Arcos nudus
Arcos nudus is een straalvinnige vissensoort uit de familie van de schildvissen (Gobiesocidae). De wetenschappelijke naam werd gepubliceerd in 1758 door Carl Linnaeus in de tiende editie van Systema naturae.